# ツール・ド・フランス1912

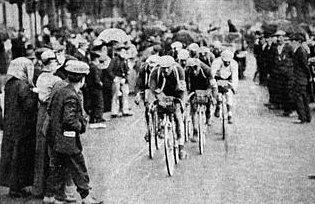
ツール・ド・フランス1912

ツール・ド・フランス1912は、ツール・ド・フランスとしては10回目の大会。1912年6月30日から7月28日まで、全15ステージ、全行程5319kmで行われた。この大会まで総合成績争いはポイント制であった。

## 総合時間基準でないゆえの悲劇
今大会では、ウジェーヌ・クリストフが山岳ステージの3、4、5ステージを制覇したこともあり、総合時間基準であれば圧勝となっていたはずが、この大会までは各ステージの着順を基準としたポイント制となっていたため、クリストフが総合首位に立ったのはわずか1回だけという奇妙な結果を生み出してしまった。
結局、1904年に発生した違反事項にかんがみて導入されたポイント制の弊害を露呈した形となったことから、ポイント制はこの大会をもって廃止。翌1913年のツール・ド・フランスからは、総合時間基準に戻ることになり、以後も総合成績は時間基準となっている。

## 総合成績
| 順位 | 選手名                     | 国籍     | ポイント |
| ---- | -------------------------- | -------- | -------- |
| 1    | オディル・デフライエ       | ベルギー | 49       |
| 2    | ウジェーヌ・クリストフ     | フランス | 108      |
| 3    | ギュスタヴ・ガリグー       | フランス | 140      |
| 4    | マルセル・ビュイス         | ベルギー | 147      |
| 5    | ジャン・アラヴォワーヌ     | フランス | 148      |
| 6    | フィリップ・ティス         | ベルギー | 148      |
| 7    | エクトール・ティベルギアン | ベルギー | 149      |
| 8    | アンリ・デフロイエ         | ベルギー | 163      |
| 9    | フェリシアン・サルモン     | ベルギー | 166      |
| 10   | アルフォンス・スピーセンス | ベルギー | 167      |

### 総合首位者
| 選手名                     | 国籍     | 首位区間 |
| -------------------------- | -------- | -------- |
| シャルル・クルプランド     | フランス | 第1      |
| ヴィセンツォ・ボルガレッロ | イタリア | 第2      |
| オディル・デフライエ       | ベルギー | 第3-最終 |
| ウジェーヌ・クリストフ     | フランス | 第5      |
| オクタヴ・ラピーズ         | フランス | 第6      |